# Будай, Ядвига Иосифовна
Ядвига Иосифовна Будай (бел. Ядвіга Іосіфаўна Будай; род. 15 мая 1922, д. Ореховская, Минский район) — Герой Социалистического Труда (1958).

## Биография
С 1937 года — в колхозе «Красный огородник», в 1952—1977 годах — доярка колхоза «Советская Беларусь», с 1972 года — совхоза «Озёрный» Минского района.
Указом Президиума Верховного Совета СССР от 18 января 1958 года удостоена звания Героя Социалистического Труда «за выдающиеся успехи, достигнутые в деле развития сельского хозяйства по производству зерна, картофеля, льна, мяса, молока и других продуктов сельского хозяйства, и внедрение в производство достижений науки и передового опыта» с вручением ордена Ленина и золотой медали Серп и Молот.
В 1961 году направлена в качестве делегата на XXII съезд КПСС.